# Гней Октавий (консул 87 года до н. э.)
Гней Окта́вий (лат. Gnaeus Octavius; родился около 130 — умер в 87 гг. до н. э.) — римский военачальник и политический деятель из плебейского рода Октавиев, консул 87 года до н. э. Во время консулата возглавил сторонников сената в их войне с марианцами, но потерпел поражение и погиб.

## Биография

### Происхождение
Гней Октавий принадлежал к плебейскому роду, возвышение которого началось в 230 году до н. э., когда Гней Октавий Руф стал квестором. От младшего из сыновей Руфа пошла всадническая ветвь Октавиев, к которой принадлежал Октавиан Август. Старший сын, тоже Гней Октавий (без когномена), в своей карьере достиг претуры (205 год до н. э.). Его сыном был консул 165 года, внуком — консул 128, правнуком — консул 87 года до н. э.

### Политическая карьера
Рождение Гнея Октавия исследователи датируют предположительно 130 годом до н. э. В 100 году Гней принял участие в борьбе сената против политика-демагога Луция Аппулея Сатурнина; во всяком случае, Марк Туллий Цицерон, перечисляя аристократов, явившихся в декабре 100 года к храму Санка, чтобы взять оружие из общественного хранилища и принять участие в решающей схватке, называет и «всех Октавиев».
В борьбе за эдилитет Гней Октавий потерпел неудачу (дата неизвестна). Не позже 90 года до н. э., исходя из даты консулата и требований закона Виллия, установившего минимальные временные интервалы между магистратурами, он должен был занимать должность претора. Во время претуры Октавий находился на греческом Востоке; такой вывод исследователи делают из того факта, что на острове Делос была воздвигнута статуя Октавия. У этого нобиля были старые семейные связи с Восточным Средиземноморьем: в 160-е годы до н. э. там находился с дипломатической миссией его дед.
В 88 году до н. э. Гней Октавий выдвинул свою кандидатуру на очередных консульских выборах. Голосование происходило вскоре после первой в истории Республики гражданской войны: Луций Корнелий Сулла поднял мятеж из-за конфликта с Гаем Марием и народным трибуном Публием Сульпицием и занял Рим, после чего Сульпиций был убит, а Марий бежал в Африку. Мятежник поддержал претензии на консулат плебея Публия Сервилия Ватии, но столкнулся с явной неприязнью избирателей. Благодаря этому Октавий одержал победу. Его коллегой стал патриций Луций Корнелий Цинна; предположительно оба победителя до этого момента соблюдали нейтралитет во внутриполитической борьбе.

### Консулат и гибель
Сулла вскоре отправился на войну с Митридатом. Известно, что перед отъездом он взял с Цинны специфическую клятву — «сохранить доброе отношение к Сулле». О Гнее Октавии в связи с этим сюжетом источники молчат, но есть предположение, что клятву принесли оба будущих консула, поскольку требовать такого обета только от Цинны было бы слишком радикальным и унизительным для него шагом. В любом случае Цинна не сдержал слово: вскоре после вступления в должность он реанимировал инициативу Публия Сульпиция о распределении новых граждан по всем трибам (только эта мера могла обеспечить этой категории граждан полный объём прав). Это начинание естественным образом подтолкнуло его к союзу с марианцами, поддержавшими такую меру годом ранее; поэтому второй инициативой Цинны стало предложение вернуть из изгнания Мария и его сторонников.
Гней Октавий выступил против этих инициатив, и его поддержало большинство городского плебса и нобилитета. Народные трибуны наложили на законопроект вето, но Цинна призвал в Рим огромное число новых граждан, которые потребовали снять запрет. Сенат предположительно издал особое постановление — consultum ultimum, и сторонники Октавия напали на сторонников Цинны, занимавших Форум. Последние, согласно Аппиану, были более многочисленны, но проявили меньшую храбрость и поэтому были разбиты в схватке; октавианцы организовали настоящую резню, в которой погибло около десяти тысяч человек. Цинна бежал из Рима, сенат отрешил его от должности и санкционировал избрание консулом-суффектом фламина Юпитера Луция Корнелия Мерулы.
Цинна получил поддержку от ряда соседних с Римом общин и от армии, осаждавшей Нолу в Кампании. Началась новая гражданская война, в которой против сената, Гнея Октавия и Мерулы объединились циннанцы, вернувшийся из изгнания Гай Марий и самниты; в результате Рим окружили целых четыре вражеских армии. Октавий и Мерула успели укрепить город, установить боевые машины, снарядить армию. Кроме того, на защиту Рима они вызвали двух проконсулов: из Пицена Гнея Помпея Страбона, а из Самния — Метелла Пия.
Но оборона города велась крайне вяло. По словам Плутарха, Гней Октавий «вредил делу не столько своей неопытностью, сколько стремлением всегда соблюдать законность, ради которой он упускал все, что могло принести пользу: например, многие советовали ему призвать рабов, пообещав им свободу, но он отказался, заявив, что не отдаст рабам родину, доступ в которую во имя защиты законов он возбраняет Гаю Марию». Гней Помпей вскоре стал жертвой эпидемии вместе с 11 тысячами своих легионеров. Выжившие обратились к Метеллу Пию с просьбой взять их под своё командование, а получив совет признать своим командиром Гнея Октавия, предпочли перейти к врагу. Метелл заключил соглашение с Цинной и покинул Италию, а после этого сенат решил сдать город Марию и Цинне.
Гней Октавий отказался покинуть Рим, хотя ему советовали это сделать, и ждал врагов, сидя в курульном кресле на холме Яникул. Цинна выслал вперёд Гая Марция Цензорина с конным отрядом, и тот убил Октавия, а его голову преподнёс Цинне. Позже голову выставили на форуме на рострах, а следом за ней там появились головы и других убитых сенаторского звания.

## Потомки
По мнению Ф. Мюнцера, Луций Октавий, консул 75 года до н. э., был сыном Гнея. Г. Самнер считает, что Луций и Гней были братьями.

## Характеристика личности
Марк Туллий Цицерон в трактате «Брут», перечисляя второстепенных ораторов, бывших современниками Луция Лициния Красса и Марка Антония, упоминает некоего Гнея Октавия (предположительно именно консула 87 года), добавляя при этом, что его красноречие, «неизвестное до его консульства, отлично проявилось в самый год консульства, благодаря многочисленным его выступлениям на сходках». Плутарх пишет, что Гней Октавий был человеком благородным и уважавшим закон, противопоставляя его при этом Цинне. Известно, что Октавий с большим интересом относился ко всевозможным гаданиям, прислушивался к советам гадателей и жрецов. После его убийства солдаты Мария обнаружили у него за пазухой «халдейский гороскоп».